# Sohre Ágdáslu
Sohre Ágdáslu (perzsául:شهره آغداشلو, Teherán, 1952. május 11.) Primetime Emmy-díjas iráni-amerikai színésznő. 
Az iráni forradalmat követően Angliába menekült, majd az Egyesült Államokba költözött, ahol tovább folytatta a színészkedést. Főként a 24, az A Térség és a Ház a ködben című produkciók tették ismertté.

## Élete és pályafutása
Teheránban született Sohre Vaziri-Tabar (شهره وزیریتبار ) néven gazdag családban. Tizenkilenc évesen feleségül ment Ájden Ágdásluhoz, egy híres iráni festőhöz. Családja tanácsa ellenére a következő évben színházi karrierbe kezdett, amelynek során kortárs repertoárral lépett fel, nevezetesen Edward Bond (a Narrow Road to the Far North című darab) vagy Misima Jukio (a Madame de Sade című darab) műveivel.
1976-ban kapta első filmszerepét Mohammad Reza Aslani debütáló filmjében, a Shatranj-e baad-ban (A szél sakktáblája). A filmet azonban egy technikailag sikertelen előzetes után soha többé nem mutatták be, sőt az iráni forradalom után be is tiltották. Az elveszettnek hitt filmet 2015-ben találták meg, restaurálták, és újra bemutatták a mozikban. Második filmje, Abbas Kiarostami Gozāresh (A jelentés) című alkotása volt az, amely feltette őt a térképre. A film a Moszkvai Nemzetközi Filmfesztiválon elnyerte a kritikusok díját. 1978-ban Ali Hatami rendező Sooteh Delan (Összetört szívek) című filmje az iráni filmművészet egyik nagy sztárjává tette.
Az 1979-es iráni forradalmat követően Ágdáslu elvált férjétől, és elhagyta Iránt, majd az angliai Windermere-be, Cumbria tartományba költözött. Ágdáslu beiratkozott a Brunel Egyetemre, ahol nemzetközi kapcsolatokból szerzett diplomát. Közben színészi karrierjét folytatta, amely Los Angelesbe vitte.
1987-ben Ágdáslu hozzáment Húsáng Túzi iráni színészhez, drámaíróhoz, egy lányuk született 1989-ben. 1989 elején tűnt fel első amerikai filmjében, a Guests Of Hotel Astoria mellékszerepben. Televíziós karrierje 1990-ben kezdődött, amikor vendégszerepet kapott az NBC televíziós sorozatában, a Matlockban. Három évvel később visszatért az amerikai televízióba a Martin című népszerű vígjátéksorozat vendégszereplőjeként.
2000-ben Ágdáslu szerepelt a kritikusok által elismert Surviving Paradise című filmben. 2002-ben felbukkant a Maryam című filmben. Ágdáslu áttörését 2003 hozta meg, amikor Ben Kingsley és Jennifer Connelly oldalán játszott Vadim Perelman rendező Ház a ködben című filmjében, ami Oscar-jelölést hozott neki a legjobb női mellékszereplő kategóriában. Ezzel Ágdáslu volt az első olyan színésznő a Közel-Keletről, akit ebben a kategóriában nomináltak.
2005-ben Laura Linneyvel és Tom Wilkinsonnal a főszerepben játszott az Ördögűzés Emily Rose üdvéért című horrorfilmben. Ezután felbukkant a Fox 24 című sorozatának negyedik évadában, amelyben Dina Araz, egy Los Angelesben bujkáló muszlim terrorista anya és háziasszony szerepét alakította tizenkét részen át. A Time magazinnak adott interjújában Ágdáslu elmondta, hogy bár kezdetben vonakodott a muszlim terroristák sztereotípiáját támogatni, a karakter határozottsága és a szerep összetettsége meggyőzte arról, hogy mégis elvállalja.
2006-ban Ágdáslu vendégszerepelt a Vészhelyzet, a Will és Grace és a Bajkeverő majom című sorozatokban. 2006-ban négy filmben is játszott, köztük az X-Men: Az ellenállás vége című akciófilmben és a Ház a tónál című romantikus filmben Sandra Bullock és Keanu Reeves társaságában.
2008-ban Szádzsida Tulfáht, Szaddám Huszein első feleségét alakította az HBO A Szaddám ház című minisorozatában, amiért Emmy-díjat nyert. Ágdáslu ismételten az első Közel-Keleti színésznő volt a kategóriában. 
2012-ben Ágdáslut beválogatták a Timothy Green különös élete című fantasyfilm szereplőgárdájába, 2013-ban a népszerű könyvsorozatból készült filmben a Percy Jackson: Szörnyek tengerében szólalt meg az Orákulum hangján.
2015-től Chrisjen Avasarala, az ENSZ helyettes államtitkárának szerepét játszotta az A Térség című sci-fi sorozatban, amit 2022-ig alakított. 2016-ban Paris parancsnok szerepébe bújt a Star Trek: Mindenen túl című sci-fiben. 2017-ben a Monte-Carlói Televíziós Fesztivál zsűrijének tagja volt.
2019-ben Az Oroszlán őrség című animációs sorozatban kölcsönözte a hangját. 2022-ben Kaley Cuoco főszereplésével felbukkant A légikísérő című sorozatban.

## Filmográfia

### Film
| Év   | Magyar cím                            | Eredeti cím                             | Szerep                     | Magyar hang        |
| ---- | ------------------------------------- | --------------------------------------- | -------------------------- | ------------------ |
| 1976 |                                       | Chess of the Wind                       | udvarhölgy                 |                    |
| 1977 |                                       | The Report                              | Azam Firuzkui              |                    |
| 1978 |                                       | Desiderium                              | Aghdas                     |                    |
| 1989 |                                       | Guests of Hotel Astoria                 | Pori Karemnia              |                    |
| 1991 |                                       | Raha                                    | Raha                       |                    |
| 1993 | A húszdolláros (Húszdolláros komédia) | Twenty Bucks                            | Ghada Holiday              | Ősi Ildikó         |
| 1993 | A húszdolláros (Húszdolláros komédia) | Twenty Bucks                            | Ghada Holiday              | Andai Kati         |
| 2000 |                                       | Surviving Paradise                      | Pari                       |                    |
| 2001 |                                       | America So Beautiful                    | száműzött színésznő        |                    |
| 2002 |                                       | Maryam                                  | Homa Armin                 |                    |
| 2003 | Ház a ködben                          | House of Sand and Fog                   | Nadi                       | Ráckevei Anna      |
| 2005 | Ördögűzés Emily Rose üdvéért          | The Exorcism of Emily Rose              | Dr. Adani                  | Nyakó Júlia        |
| 2006 | American Dreamz                       | American Dreamz                         | Nazneen Riza               | Kovács Nóra        |
| 2006 | X-Men: Az ellenállás vége             | X-Men: The Last Stand                   | Dr. Kavita Rao             | Menszátor Magdolna |
| 2006 | Ház a tónál                           | The Lake House                          | Anna                       | Rátonyi Hajni      |
| 2006 | A születés                            | The Nativity Story                      | Elizabeth                  | Szirtes Ági        |
| 2008 | Négyen egy gatyában 2.                | The Sisterhood of the Traveling Pants 2 | Nasrin Mehani professzor   | Antal Olga         |
| 2008 |                                       | The Stoning of Soraya M.                | Zahra                      |                    |
| 2011 |                                       | On the Inside                           | Dr. Lofton                 |                    |
| 2012 | Timothy Green különös élete           | The Odd Life of Timothy Green           | Evette Onat                | Andresz Kati       |
| 2013 | Percy Jackson: Szörnyek tengere       | Percy Jackson: Sea of Monsters          | Orákulum (hangja)          | Tóth Judit         |
| 2014 |                                       | Rosewater                               | Moloojoon                  |                    |
| 2015 | Utolsó lovagok                        | Last Knights                            | Maria                      | Téglás Judit       |
| 2015 |                                       | Septembers of Shiraz                    | Habibeh                    |                    |
| 2016 |                                       | Window Horses                           | Mehrnaz (hangja)           |                    |
| 2016 | Star Trek: Mindenen túl               | Star Trek Beyond                        | Paris parancsnok           | Menszátor Magdolna |
| 2016 | Az ígéret                             | The Promise                             | Marta Boghosian            | Nyakó Júlia        |
| 2018 |                                       | A Simple Wedding                        | Ziba Husseini              |                    |
| 2019 |                                       | The Cuban                               | Bano Ayoub                 |                    |
| 2021 | Szellemirtók – Az örökség             | Ghostbusters: Afterlife                 | Gozer (hangja)             | Bertalan Ágnes     |
| 2022 |                                       | Run Sweetheart Run                      | Dinah first lady           |                    |
| 2023 | Renfield                              | Renfield                                | Bellafrancesca "Ella" Lobo | Nyakó Júlia        |
| 2024 | A hercegnő és a sárkány               | Damsel                                  | Sárkány (hangja)           | Csoma Judit        |

### Televízió
| Év        | Magyar cím                               | Eredeti cím                       | Szerep                          | Megjegyzések                              |
| --------- | ---------------------------------------- | --------------------------------- | ------------------------------- | ----------------------------------------- |
| 1990      |                                          | Matlock                           | eladónő                         | 1 epizód                                  |
| 1993      |                                          | Martin                            | Malika                          | 1 epizód                                  |
| 2004      |                                          | The Secret Service                | Lila Ravan                      | tévéfilm                                  |
| 2005      | 24                                       | 24                                | Dina Araz                       | 12 epizód                                 |
| 2006      | Vészhelyzet                              | ER                                | Riza Kardatay                   | 1 epizód                                  |
| 2006      | Will és Grace                            | Will & Grace                      | Pam                             | 1 epizód                                  |
| 2006      | Bajkeverő majom                          | Curious George                    | kalapárus (hangja)              | 1 epizód                                  |
| 2006–2007 |                                          | Smith                             | Charlie                         | 7 epizód                                  |
| 2007      | A Grace klinika                          | Grey's Anatomy                    | Dr. Helen Crawford              | 1 epizód                                  |
| 2008      | A Szaddám ház                            | House of Saddam                   | Sajida Khairallah Talfah        | 4 epizód                                  |
| 2008      | A Simpson család                         | The Simpsons                      | Mina (hangja)                   | 1 epizód                                  |
| 2009      | FlashForward – A jövő emlékei            | FlashForward                      | Nhadra Udaya                    | 3 epizód                                  |
| 2011      | Esküdt ellenségek: Különleges ügyosztály | Law & Order: Special Victims Unit | Sunny Qadri nyomozó             | 1 epizód                                  |
| 2011      | Doktor House                             | House                             | Afsoun Hamidi                   | 1 epizód                                  |
| 2011      | NCIS                                     | NCIS                              | Mariam Bawali                   | 1 epizód                                  |
| 2012      |                                          | Portlandia                        | Nelofar Jamshidi                | 1 epizód                                  |
| 2012–2013 |                                          | The Mob Doctor                    | Dr. Lauren Baylor               | 3 epizód                                  |
| 2013–2014 | Grimm                                    | Grimm                             | Stefania Vaduva Popescu         | 7 epizód                                  |
| 2014      |                                          | Believe                           | Mrs Delkash                     | 1 epizód                                  |
| 2014      | Dr. Csont                                | Bones                             | Azita Vaziri                    | 1 epizód                                  |
| 2014      |                                          | Scorpion                          | Dr. Cassandra Davis             | 1 epizód                                  |
| 2015      | Sherlock és Watson                       | Elementary                        | Liliane Bellerose               | 1 epizód                                  |
| 2015–2022 | A Térség                                 | The Expanse                       | Chrisjen Avasarala              | 62 epizód                                 |
| 2016      |                                          | Pearl                             | Arlene                          | tévéfilm                                  |
| 2017      | A Megtorló                               | The Punisher                      | Farah Madani                    | 4 epizód                                  |
| 2019      |                                          | The Two Princes                   | Keleti Atossa királynő          | 6 epizód                                  |
| 2019      | Az Oroszlán őrség                        | The Lion Guard                    | Janna királynő (hangja)         | 4 epizód                                  |
| 2019      |                                          | Impulse                           | Fatima                          | 3 epizód                                  |
| 2021      |                                          | Arcane                            | Grayson (hangja)                | 4 epizód                                  |
| 2021      |                                          | The Expanse: One Ship             | Chrisjen Avasarala              | 1 epizód                                  |
| 2022      | A légikísérő                             | The Flight Attendant              | Brenda                          | 5 epizód                                  |
| 2022      | Archer                                   | Archer                            | ClandestiCon moderátor (hangja) | 1 epizód                                  |
| 2023      | Kung Fu Panda: A sárkánylovag            | Kung Fu Panda: The Dragon Knight  | Forouzan (hangja)               | - 2 epizód - magyar hangja: - Nyakó Júlia |
| 2023      |                                          | Mrs. Davis                        | Mary                            | 1 epizód                                  |
| 2024      |                                          | Chad                              | Zahra                           | 1 epizód                                  |
| 2024      | WondLa                                   | WondLa                            | Darius (hangja)                 | 1 epizód                                  |
| 2024      | Pingvin                                  | The Penguin                       | Nadia Maroni                    | minisorozat                               |
| 2025      | Különc Kommandó                          | Creature Commando                 | Madam hangja                    | 1 epizód                                  |
| 2025      | Az Idő Kereke                            | The Wheel of Time                 | Elaida                          | 2 epizód                                  |

### Videójátékok
- 2010: Mass Effect 2 (Shala'Raan vas Tonbay admirális)
- 2012: Mass Effect 3 (Shala'Raan vas Tonbay admirális)
- 2014: Destiny (Lakshmi-2)
- 2017: Destiny 2 (Lakshmi-2)
- 2021: Mass Effect: Legendary Edition (Shala'Raan vas Tonbay admirális)
- 2022: Destiny 2: The Witch Queen (Lakshmi-2)
- 2023: Assassin’s Creed Mirage (Roshan)

## Fontosabb díjak és jelölések
| Cím           | Esemény                 | Díj                        | Eredmény |
| ------------- | ----------------------- | -------------------------- | -------- |
| Ház a ködben  | 76. Oscar-gála          | legjobb női mellékszereplő | Jelölve  |
| A Szaddám ház | 61. Primetime Emmy-gála | legjobb női mellékszereplő | Elnyerte |